# Chlorociboriaceae
Chlorociboriaceae Baral & P.R. Johnst. – rodzina grzybów z rzędu tocznikowców (Helotiales).

## Charakterystyka
Apotecja o średnicy 0,5–10 mm, w kształcie krążka lub miseczki, niezżelatynowane. Hymenium blade do ciemnoniebiesko-zielonego, rzadko białe; z zewnątrz gładkie lub filcowate, mniej więcej niebiesko-zielone, wypukłe lub płaskie, zabarwiające podłoże na niebiesko-zielono. Ekscypulum o pionowo zorientowanej pryzmatycznej teksturze, grubościenne, pokryte ciemnozielonym wysiękiem. Rdzeniowa część ekscypulum o delikatnej teksturze, bez kryształków. Niebiesko-zielony wysięk w KOH odwracalnie zmienia kolor na ochrowy, nie rozpuszcza się. Włoski na zewnątrz obecne lub nieobecne, krótkie, septowane, proste do silnie skręconych, szkliste lub zielonkawe, gładkie lub z brodawkami. Wstawki elipsoidalne podłużne do wrzecionowatych, cylindryczne lub kłaczkowate, proste do lekko zakrzywionych, szkliste, z 0–3 przegodami, bez otoczki, zawartość lipidów od niskiej do średniej. Fialidy z długimi kołnierzami. Konidia w kształcie pręcika.
Rozwijają się na korze drzew, także roślin zielnych. Są wrażliwe na wysychanie. Występują na całym świecie, szczególnie na półkuli południowej, na obszarze o klimacie od umiarkowanego do subtropikalnego.
Holotyp: Chlorociboria Seaver ex C.S. Ramamurthi, Korf & L.R. Batra 1958. Genetycznie Chlorociboria zajmuje raczej izolowaną pozycję w Helotiales, wykazując pokrewieństwo z Cyttariales i Erysiphales. Dwa rodzaje; Aeruginoscyphus i Otwaya, które są niewątpliwie różne, przypominają Chlorociboria w barwieniu drewna na niebiesko-zielono, ale różnią się cienkościenną, pryzmatyczną teksturą.

## Systematyka
Pozycja w klasyfikacji według Index Fungorum:
Chlorociboriaceae, Helotiales, Leotiomycetidae, Leotiomycetes, Pezizomycotina, Ascomycota, Fungi.
Według aktualizowanej klasyfikacji Index Fungorum bazującej na Dictionary of the Fungi do rodziny tej należą rodzaje:
- Brahmaculus P.R. Johnst. 2021
- Chlorociboria Seaver ex C.S. Ramamurthi, Korf & L.R. Batra 1958 – chlorówka
- Dothiorina Höhn. 1911[2].

Nazwy polskie według M.A. Chmiel.